# Joseph Savina
 (août 2009).
Si vous disposez d'ouvrages ou d'articles de référence ou si vous connaissez des sites web de qualité traitant du thème abordé ici, merci de compléter l'article en donnant les références utiles à sa vérifiabilité et en les liant à la section « Notes et références ».
Joseph Savina, né le 4 août 1901 à Douarnenez et mort le 24 décembre 1983 à Tréguier, est un ébéniste et un sculpteur français.
Il collabore avec Le Corbusier et est le rénovateur du meuble breton. Il dirige jusqu'en mars 1970, un Atelier d'art celtique à Tréguier qu'il confie alors à Michel Le Calvez.

## Biographie
Joseph Savina est fils et frère d'ébéniste. Il arrive à Tréguier, en apprentissage, puis est rapidement contremaître de l'atelier d'André Le Picard, menuisier-sculpteur. Diplômé, meilleur ouvrier de France en 1927, il organise son propre atelier d'art celtique en 1929, au 11 rue Saint-André à Tréguier. Ses premières commandes seront essentiellement des statuettes de pêcheurs d'Islande et des travaux de restauration dans la cathédrale.

### Œuvre et postérité
Rapidement, Joseph Savina est désigné comme « le brodeur sur bois »[réf. nécessaire]. Il trouve au contact des militants de Seiz Breur une inspiration nouvelle, dans son aspiration à rénover le mobilier l'art et l'artisanat bretons. Il affirme que « l'œuvre plastique est à la base de l'œuvre architecturale »[réf. nécessaire]. Le créateur de meuble est aussi un ardent défenseur de l'art populaire breton.
Joseph Savina côtoie des personnalités comme Alexis Carrel, dont il est un lecteur passionné, ou Charles Lindbergh, aviateur célèbre. En leur absence, il est chargé de l'entretien de leur manoir, situé sur l'Île Illiec au large de la commune de Penvénan. Il réalisa notamment pour Alexis Carrel un prototype de couveuse pour nouveau-nés prématurés.

### Rencontre avec Le Corbusier
Sa première rencontre en 1935 avec Le Corbusier débouche sur une étonnante amitié, faite de respect et d'admiration réciproque. Deux fortes personnalités, animées du même amour de l'art, qui s'échangent de nombreuses correspondances. Le Corbusier est admiratif du « sens de la plastique » de Savina[réf. nécessaire]. Ce dernier réalise de nombreuses sculptures à partir des dessins de Le Corbusier.

## Hommage
Le lycée polyvalent de la ville de Tréguier, qui abrite une filière technologique consacrée aux Arts Appliqués (première et terminale Sciences et Techniques du Design, Arts Appliqués : STD2A) porte le nom de Joseph Savina.

## Publication
- Tréguier et son alentour, texte Pierre Guéguen, composition et photographies de Joseph Savina, Tréguier, Syndicat d'initiative, 1948, 28 p.